# The Rolling Stones
The Rolling Stones je britanska rock grupa osnovana u travnju 1962. godine. Iako osnovani početkom 1960-ih, sastav djeluje i danas s tri prvobitna člana. Osnivači su bili: Brian Jones (gitara i usna harmonika), Ian Stewart (klavijature), Mick Jagger (vokal), Keith Richards (gitara), a početni sastav su upotpunili Bill Wyman (bas) i Charlie Watts (bubnjevi). Ime grupe su odabrali prema blues pjesmi koju je 1948.g. snimio Muddy Waters. Kao i druge britanske rock grupe tog doba nastali su pod utjecajem američkog rhythm and bluesa i ranog rock'n'rolla. Nisu se previše opterećivali težnjom da budu autentični blues stilisti i od svojih početaka do sada okušali su se u raznim glazbenim žanrovima.
Čuveni logo grupe "Tongue and Lip Design" dizajnirao je John Pasche 1971.g. i prvi put se pojavljuje na albumu Sticky Fingers.

## Rana povijest
Richards i Jagger su od 1950-ih bili prijatelji u osnovnoj školi u Dartfordu, a onda su se njihove obitelji kroz selidbe razdvojile. Prijateljstvo je obnovljeno 1960. slučajnim susretom na dartfordskoj željezničkoj stanici gdje su na putu u srednju školu obojica čekali vlak. Jagger je pod rukom nosio albume Chuck Berrya i Muddy Watersa, što je pobudilo Richardsovu znatiželju i otkrilo zajedničku glazbenu sklonost.
Sastav "Rolling Stones", imao je svoj prvi službeni nastup pod tim imenom 12. srpnja 1962.g. u londonskom Marquee Clubu, nastavili su kao lokalna rhythm and blues grupa, nastupajući vikendom u klubu Crawdaddy (u londonskom kvartu Richmond), u vlasništvu njihovog prvog podupiratelja i menadžera Giorgia Gomelskog. Sastav je uglavnom svirao pjesme Bo Diddleya, Muddy Watersa, Chuck Berrya i Buddyja Hollyja i to ne baš u punoj dvorani. Taj stil glazbe, nije u to vrijeme bio previše popularan u UK, a postajale su i grupe koje su to bolje izvodile, kao Blues Incorporated (Alexis Kornera). Stonesima je krenulo nabolje, kad su u travnju 1963. g. uzeli za managera Andrew Oldhama.
Oldham (koji je tada imao 19 godina i bio mlađi od svih članova grupe) bio je premlad za dobivanje licence za glazbenog agenta, te se udružio s veteranom Ericom Eastonom.

## Prvi singlovi
Debitantski singl Stonesa je obrada pjesme "Come On" koju je 1961.g. napisao i snimio Chuck Berry, a B-strana je također bila obrada pjesme "I Want To Be Loved" koju je napisao Willie Dixon. Obje pjesme su snimljene u svibnju 1963.g.
Drugi singl "I Wanna Be Your Man" objavljen u studenom 1963.g. napisali su Lennon i McCartney nakon što ih je, navodno, Oldham slučajno sreo na ulici i nagovorio da daju svoj skromni doprinos za budući singl novonastale grupe, što su obojica nesebično prihvatili. Ideju za pjesmu su već imali i dovršili su je u studiju De Lane Lea pred impresioniranim Stonesima. Pjesma je objavljena tri tjedna prije verzije koju su snimili The Beatles i zorno je demonstrirala distinkciju između dvaju sastava: sirovost, žestinu i cinizam Stonesa.
Treći singl "Not Fade Away" objavljen početkom 1964.g. napisao je i snimio Buddy Holly sa svojim pratećim sastavom 1957.g. Verzija Stonesa također ima snažno naglašeni tzv. Bo Diddley beat, brzi i zarazni ritam koji vuče porijeklo iz zapadne Afrike.
Četvrti singl "It's All Over Now" objavljen sredinom 1964.g. napisao je Bobby Womack za svoj sastav The Valentinos. Postao je prvi broj 1 hit Stonesa daleko nadmašivši original.
Šesti singl "The Last Time" iz 1965. je ujedno i prvi od mnogih budućih kojeg je napisao autorski dvojac Jagger/Richards.

## Članovi
Ian Stewart je iz marketinških razloga izdvojen iz prve postave ("šestorica je previše za pop-grupu"), ali do svoje smrti 1985.g. ostao je neraskidivo vezan uz Stonese kao road manager i povremeni studijski i scenski klavijaturist.
Brian Jones je bio multi-instrumentalist sklon eksperimentiranju na ne-tradicionalnim instrumentima kao što su sitar i marimba. Također je eksperimentirao s istovremenom uporabom LSD-a, alkohola i kanabisa. Bio je neformalni lider grupe do dogovornog razlaza neposredno pred preranu smrt u srpnju 1969.g. kad je pronađeno njegovo beživotno tijelo na dnu vlastitog bazena. U međuvremenu su sredinom 60-ih Jagger i Richards preuzeli autorsku i kreativnu kontrolu unutar grupe.
Nakon razlaza s Jonesom, kratko prije njegove smrti, grupi se pridružio gitarist Mick Taylor, kojeg je Jaggeru preporučio John Mayall, i koji je ostao član sastava do 1974.g.
Richards je nakon Taylorovog odlaska pozvao svog dugogodišnjeg prijatelja i bivšeg člana grupe Faces Ronnie Wooda da im se pridruži, i od 1975.g. do danas Wood je stalni član sastava.
Wyman napušta sastav u siječnju 1993. i odlazi u aktivnu mirovinu, a od 1993. na turnejama i u studiju zamjenjuje ga basist Darryl Jones (rođen 1961.g.). Jones do danas nije postao punopravni član grupe i nastupa kao profesionalni prateći glazbenik (sideman).
Sredinom 60-ih su bili, nakon Beatlesa, drugi najpopularniji sastav u svijetu.  Bili su poznati i kao pobunjenički sastav, s imageom loših momaka. Od početaka ih se povezivalo sa sexom, drogom i alkoholom, što je uskoro postao sinonim za rockere. Originalna postava mijenjala se nekoliko puta, ali su od 1962. pa do danas u njoj prisutni Mick Jagger i Keith Richards.
Sastav je imao i svojih crnih trenutaka od javnog žigosanja zbog stalnog problema s drogama pa do tragičnog svršetka američke turneje 1969. na koncertu u Altamontu kada su pripadnici osiguranja ubili jednog crnog obožavatelja (Meredith Hunter), koji je pištoljem pokušao pucati na članove grupe.Jedna su od najuspješnijih,najutjecajnijih i najvećih grupa svih vremena, a ponekad se nazivaju najvećim rock legendama u povijesti popularne glazbe. Rolling Stone i VH1 su ih stavili na visoko 4.mjesto svoje liste 100 najvećih umjetnika svih vremena koja se često naziva najvećom rock n roll skupinom svih vremena.

## Stonesi u Hrvatskoj
Do sada su Rolling Stonesi gostovali u Hrvatskoj dva puta, oba u Zagrebu. Godine 1976. održali su dva rasprodana koncerta, dan za danom, u Domu sportova (21. i 22. lipnja) i ponovo tek 1998., kada su svirali na zagrebačkom hipodromu u okviru svoje turneje Bridges to Babylon. Tada se okupilo oko 80.000 ljudi i to je bio jedan od najvećih koncerata na otvorenom održanih u Hrvatskoj. Koncert je obilježen pružanjem goleme hidrauličke konzole s malenom binom povrh sredine iznenađene publike, na kojoj je sastav besprijekorno odsvirao nekoliko svojih starijih uspješnica, a da ih se gotovo moglo dodirnuti.

## Diskografija

### Studijski albumi
- The Rolling Stones (1964.)
- The Rolling Stones No. 2 (1965.)
- Out of Our Heads (1965.)
- Aftermath (1966.)
- Between the Buttons (1967.)
- Their Satanic Majesties Request (1967.)
- Beggars Banquet (1968.)
- Let It Bleed (1969.)
- Sticky Fingers (1971.)
- Exile on Main St. (1972.)
- Goats Head Soup (1973.)
- It's Only Rock 'n' Roll (1974.)
- Black and Blue (1976.)
- Some Girls (1978.)
- Emotional Rescue (1980.)
- Tattoo You (1981.)
- Undercover (1983.)
- Dirty Work (1986.)
- Steel Wheels (1989.)
- Voodoo Lounge (1994.)
- Bridges to Babylon (1997.)
- A Bigger Bang (2005.)
- Blue & Lonesome (2016.)
- Hackney Diamonds (2023.)

### Live albumi
- Got Live if You Want It! (1966.)
- Get Yer Ya-Ya's Out! The Rolling Stones in Concert (1970.)
- Love You Live (1977.)
- "Still Life" (American Concert 1981) (1982.)
- Flashpoint (1991.)
- Stripped (1995.)
- No Security (1998.)
- Live Licks (2004.)
- Shine a Light (2008.)
- Brussels Affair (Live 1973) (2011.)
- Some Girls: Live in Texas '78 (2011.)
- Hampton Coliseum (Live 1981) (2012.)
- L.A. Friday (Live 1975) (2012.)
- Live at the Checkerboard Lounge, Chicago 1981 (2012.)
- Live at the Tokyo Dome (Live 1990) (2012.)
- Light the Fuse (Live 2005) (2012.)
- Live at Leeds (Live 1982) (2012.)
- Sweet Summer Sun (2013.)
- Marquee Club (Live 1971) (2015.)
- Sticky Fingers Live (2015.)
- Totally Stripped (2016.)
- Havana Moon (2016.)
- Sticky Fingers Live at Fonda Theatre (From The Vault Collection) (2017.)

### Kompilacije
- Big Hits (High Tide and Green Grass) (1966.)
- Through the Past, Darkly (Big Hits Vol. 2) (1969.)
- Made in the Shade (1975.)
- Sucking in the Seventies (1981.)
- Rewind (1971 – 1984) (1984.)
- Jump Back: The Best of The Rolling Stones (1993.)
- Forty Licks (2002.)
- Rarities 1971 – 2003 (2005.)
- GRRR! (2012.)
- On Air (2017.)

### Ostali albumi
- In Concert – Live 1966-70 (1982.)
- Exile on Main St – Rarities Edition (2010.)
- Sticky Fingers (Super Deluxe) (2015.)
- Ladies & Gentlemen The Rolling Stones (2017.)
- Some Girls (Live in Texas '78) (2017.)
- Checkerboard Lounge Live Chicago 1981 (with Muddy Waters (2017.)

### EP
- The Rolling Stones (1964.)
- Five by Five (1964.)
- Got Live If You Want It! (1965.)

### Box setovi
- Singles 1963–1965 (2004.)
- Singles 1965–1967  (2004.)
- Singles 1968–1971  (2005.)
- The Rolling Stones Box Set (2005.)
- Singles 1971–2006 (2011.)
- The Rolling Stones in Mono (2016.)

## Vanjske poveznice
- Službena stranica grupe The Rolling Stones
- Welcome ROLLING STONES 'Good Guys'  Arhivirana inačica izvorne stranice od 20. kolovoza 2011. (Wayback Machine)